# Giovanni Battista Caviglia
Giovanni Battista Caviglia (ur. 1770 w Genui, zm. 7 września 1845 w Paryżu) – włoski archeolog.

## Życiorys
Należał do załogi jednego ze statków handlowych pływających do wodach Morza Śródziemnego. W 1816 roku przybył do Gizy, gdzie pracował przy przeprowadzaniu wykopalisk; w ramach prac zbadał jedną z komnat znajdujących się w Piramidzie Cheopsa, a w obrębie Wielkiego Sfinksa odnalazł stelę faraona Totmesa IV. W 1837 roku Caviglia zamieszkał w Paryżu, gdzie spędził ostatnie lata swojego życia.